# The Daily Observer (Bangladesh)
The Daily Observer est un journal de langue anglaise au Bangladesh.

## Histoire
The Daily Observer a commencé à être publié Bangladesh le 1er février 2011 après l'arrêt de la publication du Bangladesh Observer en 2010, maintenant disparu. 
Après le départ de la Grande-Bretagne, The Pakistan Observer est apparu en 1949. Il a joué un rôle important dans la formation de l'opinion publique du Pakistan, en particulier du Pakistan oriental. Après l'indépendance du Pakistan oriental sous le nom de Bangladesh, le journal a été rebaptisé Bangladesh Observer et publié par le Bangladesh Observer Group. Le Bangladesh Observer a été fondé par Hamidul Huq Choudhury (en), qui est né dans le district de Noakhali, au Bengale (devenu le Pakistan oriental et maintenant le Bangladesh) en 1901. The Bangladesh Observer avait une politique éditoriale forte et indépendante qui reflétait à la fois la personnalité de son propriétaire Hamidul Haq et de son rédacteur en chef Abdus Salam. Il a continué de faire preuve de courage pour exprimer les doléances des gens. Avec le temps, la jeunesse du journal a décliné et il a finalement été fermé en 2010,. Iqbal Sobhan Chowdhury, le dernier rédacteur en chef du Bangladesh Observer, a de nouveau lancé le tirage du journal sous le nouveau nom The Daily Observer en 2011,.

## Plainte pour diffamation
Le 29 janvier 2017, un législateur du parti au pouvoir a déposé à Feni une plainte pour diffamation contre Iqbal Sobhan Chowdhury, rédacteur en chef du Daily Observer, pour avoir publié un rapport ternissant son image le 23 janvier.
Nizam Uddin Hazari, législateur de la circonscription de Feni-2 et secrétaire général de la Ligue Awami du district de Feni, dans la plainte déposée auprès d'un tribunal a déclaré qu'Iqbal Sobhan a publié une nouvelle dans son quotidien avec le titre « La police attend les ordres du PM pour faire cesser la drogue », qui a entaché sa réputation. « Le journal a mentionné le nom de plusieurs législateurs, dont Hazari, et a publié leurs photos uniquement pour les diffamer », a déclaré le plaignant.